# Badmintonmeisterschaft von Trinidad und Tobago 1965
Die Badmintonmeisterschaft von Trinidad und Tobago 1965 fand in Port of Spain statt. Es war die erste Auflage der nationalen Titelkämpfe von Trinidad und Tobago im Badminton.

## Titelträger
| Disziplin    | Sieger                       |
| ------------ | ---------------------------- |
| Herreneinzel | Anthony Chen                 |
| Dameneinzel  | Jeanne Hewitt                |
| Herrendoppel | Anthony Chen Keith Fung      |
| Damendoppel  | Jeanne Hewitt Winn Butler    |
| Mixed        | Anthony Chen Shirley Kelsick |